# Gustav III:s väg

Gustav III:s Väg är en väg som ligger i stadsdelarna Abrahamsberg, Olovslund och Nockeby i Bromma, i västra Stockholm. Vägen är en liten del av den gamla vägsträckningen av Drottningholmsvägen, "Gustavs gamla Drottningholmsväg", som gick från Kungliga slottet i Stockholm och över Brommalandet via Traneberg, Ulvsunda, Abrahamsberg, Olovslund och Nockeby över till Kersön och Lovön till Drottningholm. Den gamla kungsvägen till Drottningholms slott invigdes av Gustav III år 1787 och gick ungefär där nuvarande Gustav III:s Väg går.
Gustav III skapade "sin" Drottningholmsväg, som han invigde den 19 augusti 1787. Efter den nuvarande Drottningholmsvägens tillkomst fick en del av den gamla landsvägen till Drottningholm namn efter Gustav III, som låtit bygga vägen. Vägen, som fick sitt namn 1938, är omkring 1,9 km lång, utgår från Abrahamsbergsvägen i Abrahamsberg och går via Olovslund i söder och Åkeslund i norr förbi Åkeshovsvägen och Djupdalsvägen, vidare förbi Nockebyskogen och fram till nuvarande Drottningholmsvägen nära Gubbkärrsvägen i Nockeby.

## Den nya vägen till Drottningholm 1787

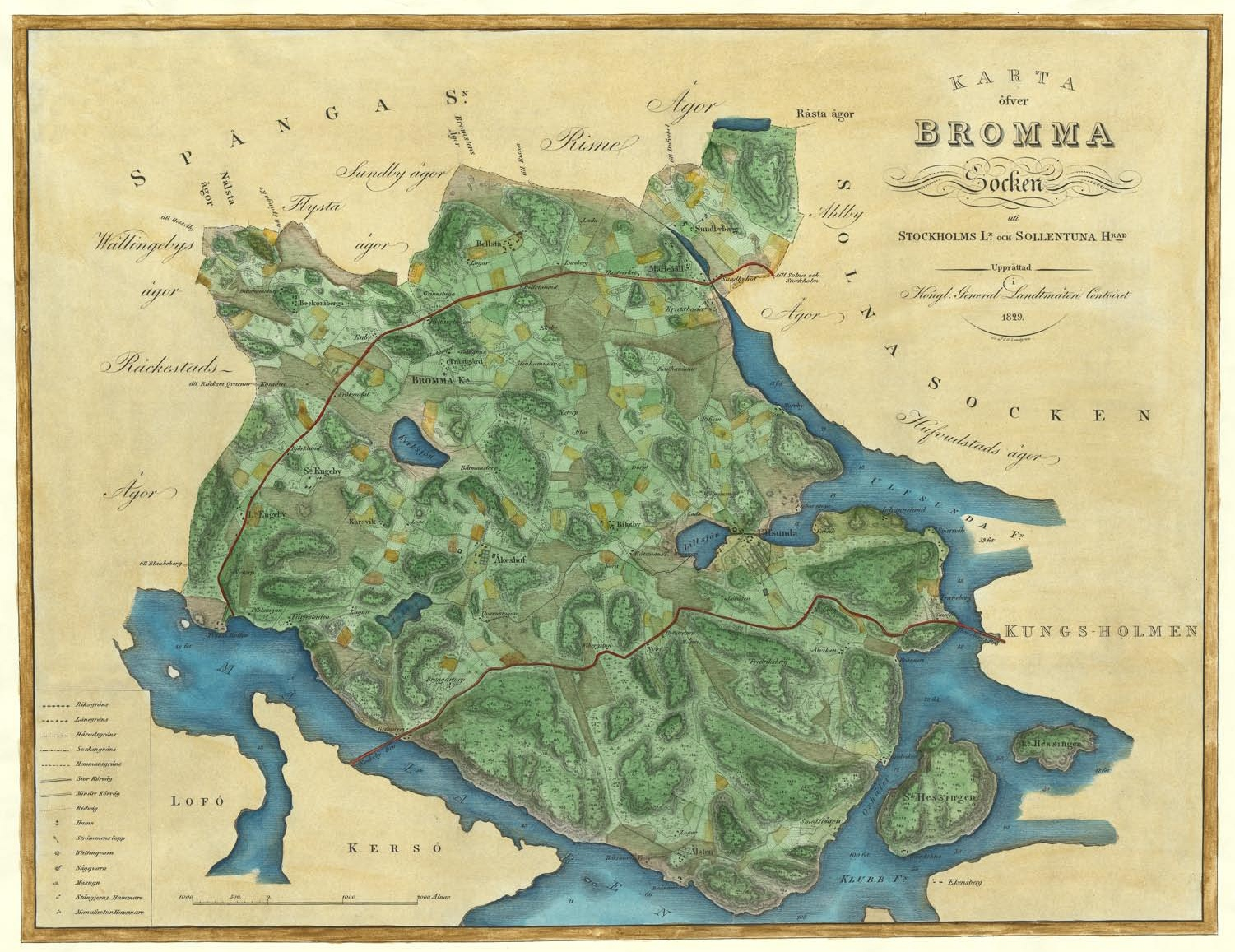
Kongl. General Landtmäteri Contoirets karta över Bromma socken från 1829.

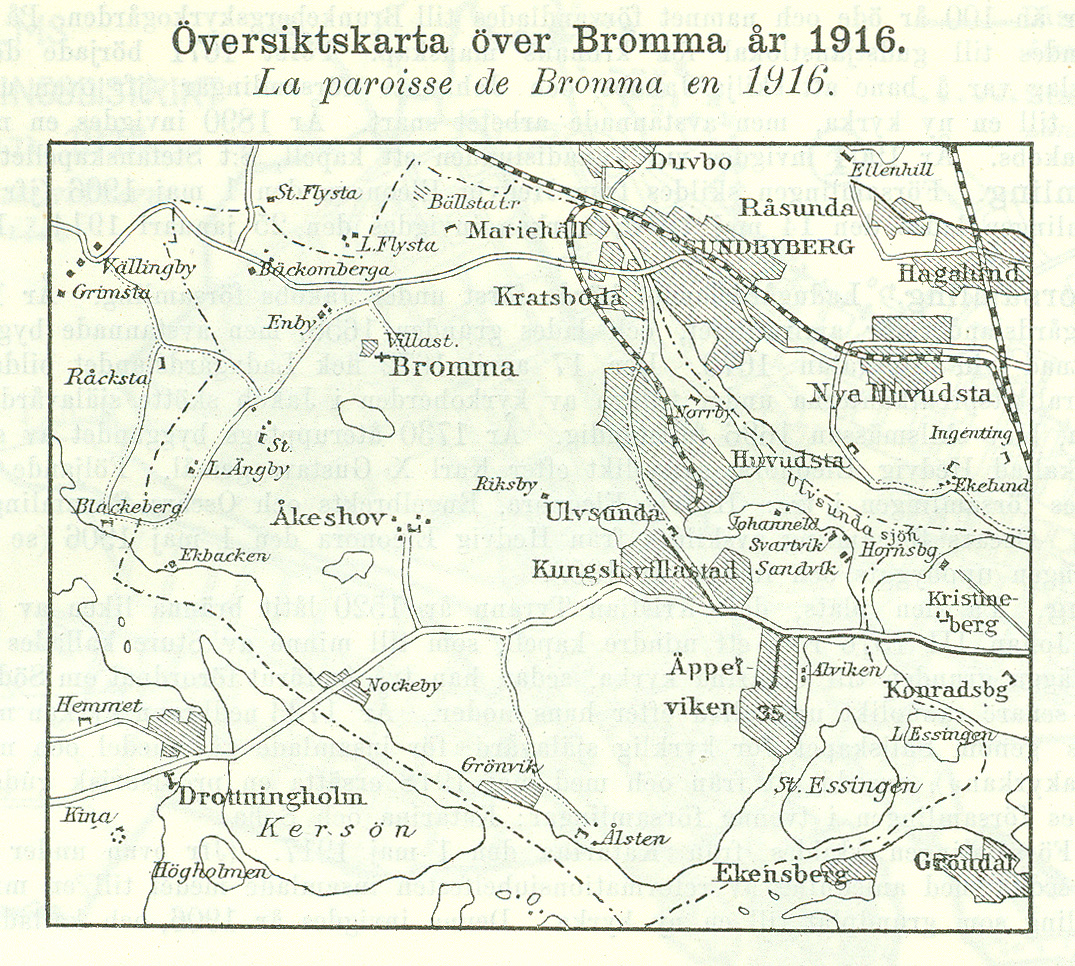
Brommakarta från 1916.

Drottningholms slott hade sin storhetstid under Lovisa Ulrikas och Gustav III:s tid. Tidigare hade kungligheterna fått färdas till slottet på Drottningholm via den gamla landsvägen, som gick den långa omvägen genom Solna socken och Bällsta bro och genom nuvarande Bällstavägen och Blackebergsvägen till färjeläget vid Tyska botten. Där fick resenärerna färjas över till Lovön.
På kartan över Bromma socken från 1829 visar den bruna markeringen två viktiga färdvägar över Brommalandet. I norr syns den äldre vägen från Bällsta till Tyska botten och i söder den nyare vägen från 1787, nuvarande Drottningholmsvägen ifrån Kungsholmen till Kärsön, som anlades på Gustav III:s initiativ.  Carl G. af Forsell skriver i sin bok "Beskrifning öfver Bromma Socken År 1825 (Med "tillägg" 1843)" följande: "En ny väg är uti Konung Gustaf III:s tid anlagd ifrån Stockholm till Drottningholm, som sträcker sig igenom ofvannämnde Socken, förbi Ulfsunda Säteri och vidare till Nockeby Värdshus, i stället för den gamla Drottningholmsvägen förbi Bromma Kyrka till Färjestället Tyska Botten, der ännu rudera finnas efter de Kongl. stallen och vagnshusen, med det mera. Kongl. Maj:t och Kronan innehar nu denna platsen, af 2 1/8 tunnelands rymd, som utarrenderas för 4 T:r (tunnor) Spannemål årligen."
På Brommakartan från 1916 syns den gamla sträckningen av vägen, som nu är Gustav III:s Väg, mycket väl. Drottningholmsvägen låg mycket lantligt, innan bebyggelsen i Abrahamsberg, Olovslund och Nockeby hade påbörjats.

## Tre broar byggdes
Gustav III önskade bättre förbindelser att färdas från Stockholms slott till Drottningholm och på hans initiativ byggdes tre nya broar. Gustav såg även till att den långa besvärliga färdvägen från Stockholm till Lovön förbättrades. Det var ett omfattande infrastrukturprojekt som även innefattade flera brobyggen. De tre broarna var föregångarna för de broar som idag är Tranebergsbron, Nockebybron och Drottningholmsbron. Adelcrantz skulle lösa problemen och år 1780 hade han sitt förslag klart. Arkitekt för alla tre broarna var Carl Fredrik Adelcrantz.
En bro byggdes vid Tranebergs värdshus. Det var bron över Tranebergssund, Tranebergsbron, brobygget påbörjades 1784. Den andra bron, Nockebybron, byggdes mellan Nockeby och Kersön och den tredje bron, Drottningholmsbron, gick mellan Kersön och Lovön fram till Drottningholms slott. Invigningen av samtliga tre broar ägde rum samma dag under glam och ståt, spektakel, illuminationer och ett lustspel av Carl Michael Bellman.
I samband med att de tre nya broarna byggdes drogs också den nya väg fram som senare, år 1885, fick namnet Drottningholmsvägen. 1787 öppnades således den nya och viktiga vägen, Drottningholmsvägen, som gick igenom Bromma fram till Drottningholm. Därigenom slapp kungen, Gustaf III, att färdas den långa omvägen över Solna socken och Bällsta till Tyska Botten för att därifrån färjas över till Lovön. Vägen underlättade resandet mellan Stockholms slott och Drottningholms slott. Gustav III:s Väg är en rest av den gamla Drottningholmsvägen, som invigdes den 19 augusti 1787 av Gustav III. 
Den första Tranebergsbron hade en sydligare sträckning än den nuvarande från sitt östra fäste. Den gick från inre delen av viken söder om Drottningholmsvägen snett över vattnet ungefär till det nuvarande brofästet. Gustav III:s Nockeby- och Drottningholmsbroar kom att, med små förändringar, göra tjänst långt in på 1900-talet.
Gustav III ville ha en "optisk linje" mot Drottningholm. Hans önskedröm hade varit en helt rak linje mellan slotten, men där lade geografin hinder i vägen. Inte ens från Nockeby fick kungen sin eftertraktade "optiska linje", eftersom den första Nockebybron av terrängtekniska skäl fick vika av något mot söder. Gustavs Drottningholmsväg genom Bromma följde i stort sett den väg som nu mycket logiskt heter Gustav III:s väg.
Gustav III:s arrangemang med den nya vägen förkortade resan från 17 km till 11 km ("från 17 besvärliga kilometer till 11 bekväma kilometer"). När Brostugan på Kersön flyttades inför den nya bron mellan Nockeby och Kärsön och som invigdes i oktober 1973 blev det verklighet av Carl Fredrik Adelcrantz vision med "optisk ledning" rakt på slottet. Med Gustav III:s lösning hade man redan i backen ner från Nockeby Drottningholms slott "på en bricka" framför sig. I fonden reste sig fasaden över lövverket. "Man har här på en gång en öfverraskande och herrlig utsikt af Drottningholms präktiga slott." Idag är det perspektivet borta, men det kompenseras av andra värden. Nu växer slottet långsamt fram över bron när man kör ut till Drottningholm. Inramat av ekarnas gröna kronor höjer det sig bortom Kersön. På Nockebybrons mittpunkt, den högsta punkten, ligger slottet där framme.

## Drottningholmsvägens nya sträckning och uppkomsten av Gustav III:s Väg
Underhållet av de tre broarna och vägen sköttes ända fram till 1919 av staten. Omkring år 1930 fick Drottningholmsvägen en delvis ny sträckning. Den nya sträckningen skedde i samband med planeringen av byggnationen av stadsdelarna i Norra Ängby och Södra Ängby samt Bergslagsvägens utbyggnad. Nuvarande Gustav III:s Väg är således en del av den gamla Drottningholmsvägens sträckning.

## Vägsträckningen och torpen kring Gustav III:s Väg

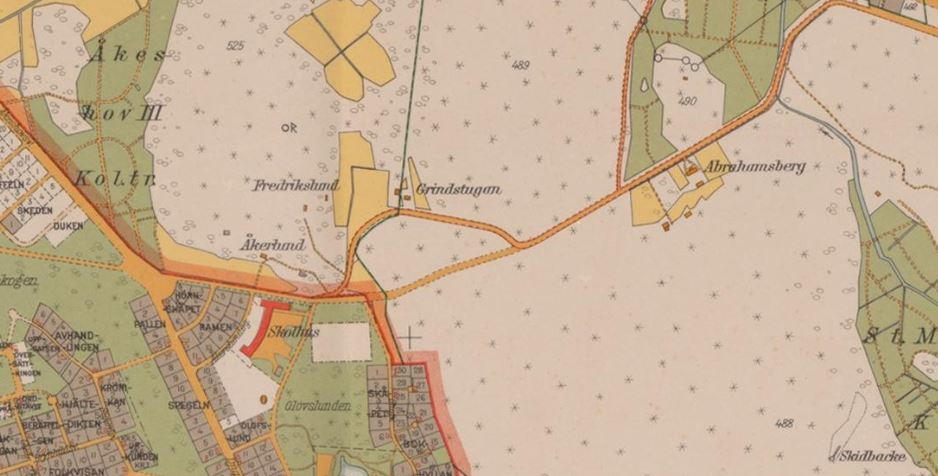
Gustav III:s Väg på en karta från 1934, där torpen Abrahamsberg, Åkerslund, Fredrikslund samt Olovslunds torp och Grindstugan finns utsatta.

Den nuvarande Gustav III:s Väg startar vid Abrahamsbergsvägen i Abrahamsberg, där Dragontorpet Abrahamsberg ligger på Gustav III:s Väg 5. Dragontorpet ligger vid Abrahamsbergsvägens korsning med Gustav III:s väg, det vill säga från början låg torpet vid dåvarande Drottningholms väg. Det var då den enda vägen som gick genom området och passerade torpet. Torpet är troligen från 1700-talet. Det nämns i husförhörslängder 1779-1800, då tillhörande Ranhammars rote och Ulvsunda rote, och 1807-1810, tillhörande Ranhammars rote.
Därefter går vägen vidare förbi Olovslund där idag Olovslundsskolan är belägen. Här låg torpen Olovslunds torp, Katrinelundstorpet och Nytorpet. Nytorpet var det äldre torpet, som anlades i slutet av 1600-talet, och som låg ungefär vid nuvarande Olovslundsskolan, vid korsningen av Gustav III:s Väg och Djupdalsvägen. Nytorpet har troligen övergivits före 1829, eftersom det inte finns utsatt på Carl af Forsells karta från 1829 över Bromma. Ingen uppgift finns, när det försvann.
Granne med Katrinelundstorpet låg Olovslunds torp, som tidigare hette Olovsberg. Huset Olovslunds torp ligger vid Olovslundsvägen 19A, något söder om Olovslundsskolan, som ligger i kvarteret Olovsberg. Stugan är markerad på kartor från 1907 och 1917–1920. Den ursprungliga torpstugan byggdes 1896 av Johannes Olsson, och den finns ännu bevarad.
Helt nära Gustav III:s väg, bara några hundra meter från Katrinelunds torp i Olovslund låg också de två torpen Fredrikslund och Åkerslund, båda i stadsdelen Åkeslund, som gränsar till Olovslund.
Fredrikslunds torp i Åkeslund låg norr om Gustav III:s Väg och strax norr om Olovslundsskolan låg och i närheten av torpet hade renhållningsfirman Frans Krig sin soptipp fram till 1938. Det var innan området Åkeslund blev bebyggt med hyreshus 1942 som den väldiga soptippen låg här vid den nuvarande korsningen av Tunnlandsvägen och Fredrikslundsvägen i Åkeslund.
Åkerslunds torp i Åkeslund låg längs den västra sidan av Gustav III:s Väg. Där finns rester av, en terrassering, vars ena sida är 8 m och upp till 2,4 m kantad av tillhuggen sten. Där finns även två svagt skymtade låga terrasser, ca 5 m i längd båda. Här kan troligen ekonomibyggnaderna ha legat. Huset var en prydlig tvåvåningsvilla. Sommartid hyrdes undervåningen ut av paret Ahlberg. På framsidan mot vägen fanns en veranda med fin utsikt över Drottningholmsvägen och den då inte särskilt livliga trafiken. Åkerslundstorpet var byggt omkring 1860 och låg där till sent 1920-tal eller tidigt 1930-tal.

## Avslutningen av vägen
Gustav III:s Väg fortsätter sedan förbi Åkeshovsvägen och Djupdalsvägen. På kartan från 1916 syns tydligt att Drottningholmsvägen, det vill säga nuvarande Gustav III:s Väg, hade en förbindelse med Åkeshovsvägen som ledde mot Åkeshovs slott. Idag går den vägen tvärs över Drottningholmsvägens sträckning från 1930-talet. Sedan går vägen vidare i förbi Nockebyskogen i söder, där Bromma reningsverk, Nockebyanläggningen, ligger på Gustav III:s Väg 95. Bromma reningsverk består av två anläggningar, Åkeshovsanläggningen och Nockebyanläggningen.
Slutligen går Gustav III:s Väg fram förbi ytterligare en del av Nockebyskogen. Där slutar vägen nu stumt i Nockebyskogen. Men förr hade vägen anslutning till den nyare Drottningholmsvägen i sin förlängning, den väg som kom mellan Gustav III:s Väg och dagens Drottningholmsväg. Vägen slutar strax norr om Gubbkärrsvägen i Nockeby.
En Gustav III:s Väg finns även på Drottningholmsmalmen.

## Bilder

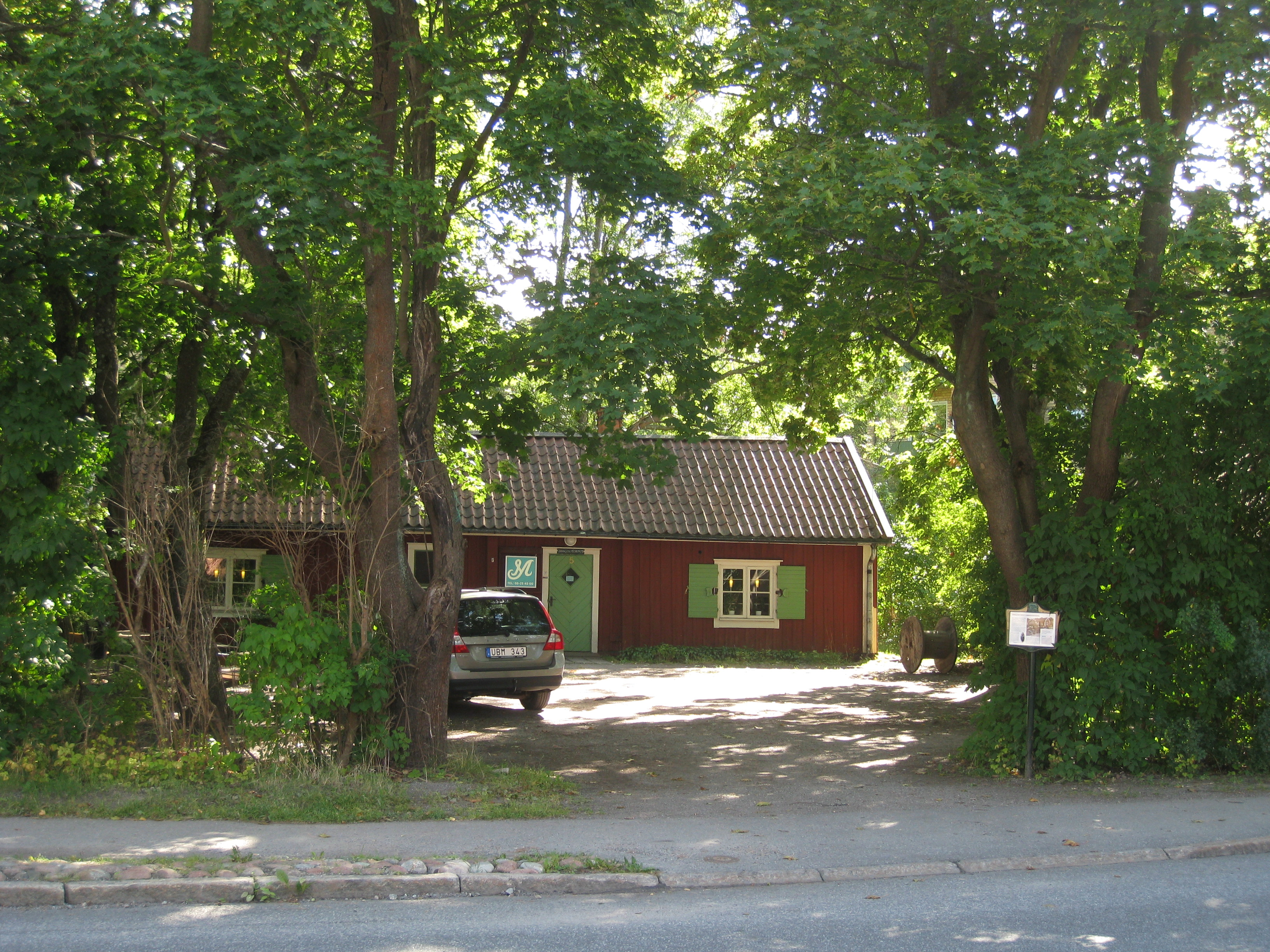
Dragontorpet Abrahamsberg ligger på Gustav III:s Väg 5 och byggdes på 1700-talet.
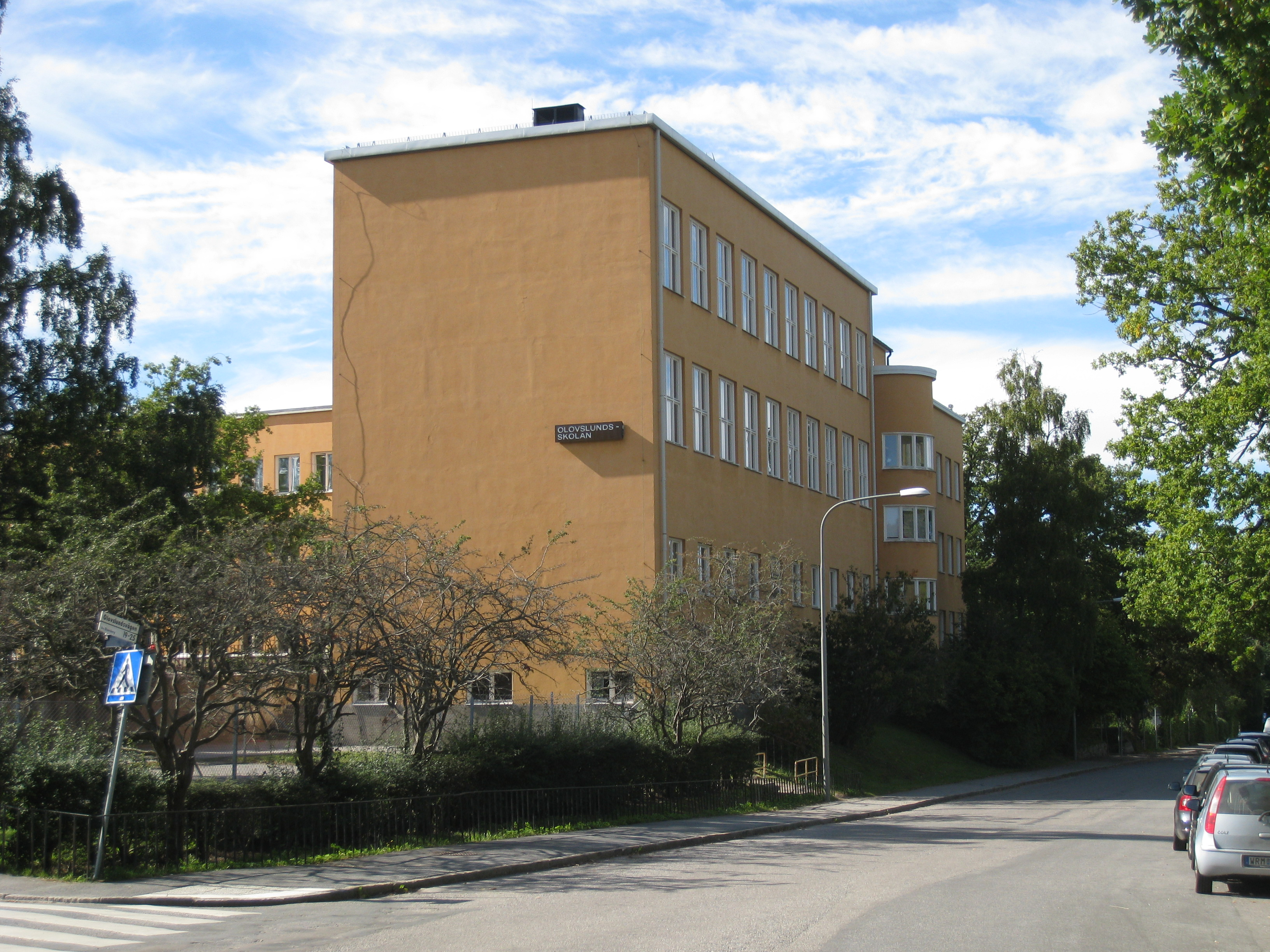
Olovslundsskolan ligger på Gustav III:s Väg 59-61 och byggdes 1931.
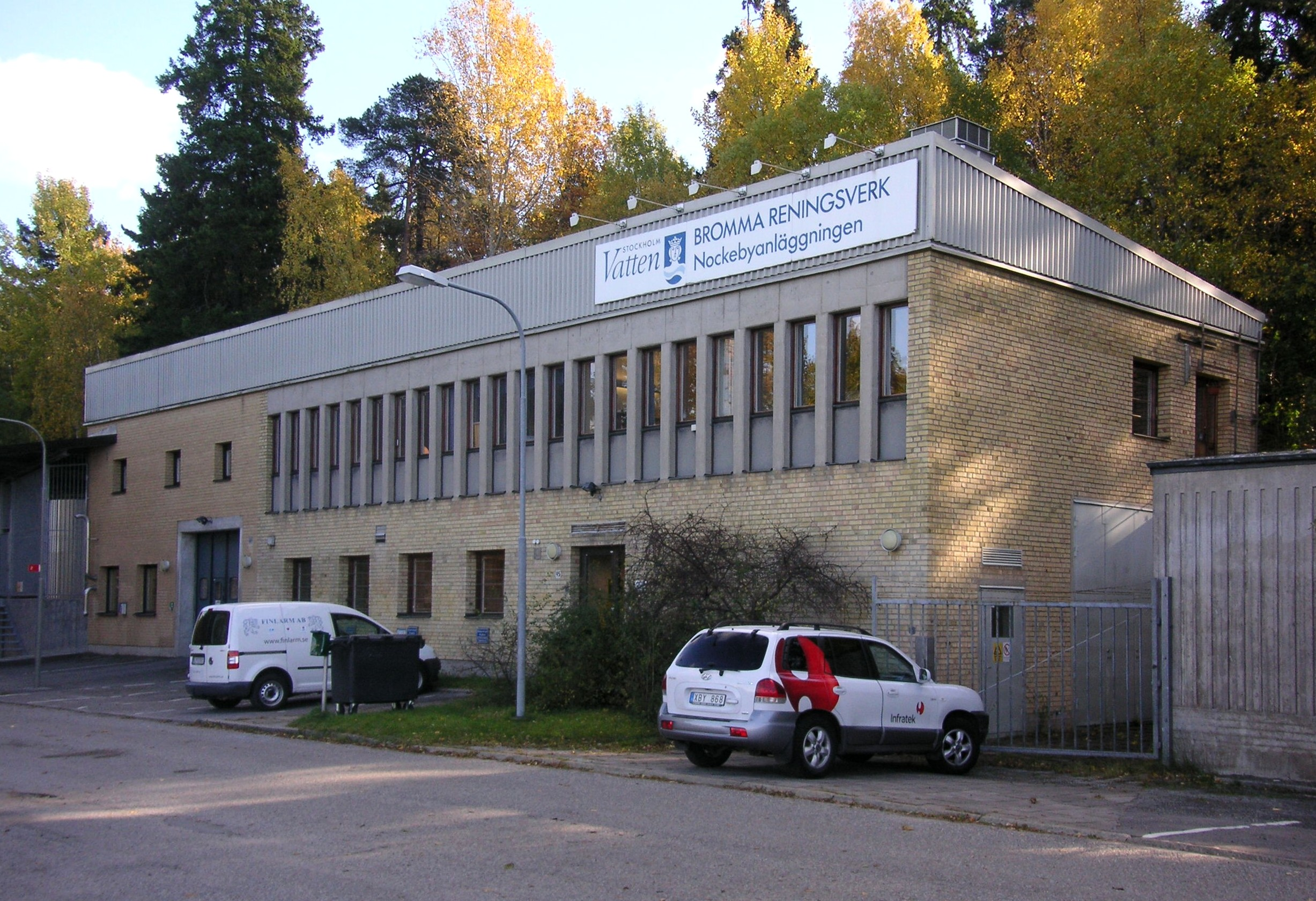
Bromma reningsverk, Nockebyanläggningen, ligger på Gustav III:s Väg 95 och byggdes 1966.